# Дуйсембаев, Оразимбет
Оразимбет Дуйсембаев (1894 год, аул Сауран, Туркестанский край, Российская империя – 1959 год) — председатель колхоза, Герой Социалистического Труда (1948).

## Биография
Родился в 1894 году в ауле Сауран, Туркестанский край. С раннего детства занимался батрачеством. В 1929 году вступил в местный колхоз. В довоенные годы довёл урожайность хлопка до 62,4 центнера с каждого гектара. В 1940 году участвовал во Всесоюзной выставке ВДНХ. 
В 1942 году был назначен председателем колхоза имени Ленина Фраунзенского района Южно-Казахстанской области. Благодаря организаторской деятельности Оразимбета Дуйсембавева, колхоз имени Ленина добился значительных результатов в животноводстве. В 1947 году коневодческая ферма колхоза имени Ленина в условиях табунного содержания вырастил 70 жеребят от 70 конематок. За эти достижения Оразимбет Дуйсембаев удостоен в 1948 году звания Героя Социалистического Труда. В последующие годы колхоз под руководством Оразимбета Дуйсембаева вышел в передовые хозяйства Фрунзенского района. В 1950 году численность поголовья крупного скота в колхозе превысила десять тысяч голов. 
С 1953 года по 1955 год был председателем исполкома Сауранского совета народных депутатов. В 1955 году вышел на пенсию. Скончался в 1959 году. 

## Награды
- Орден Трудового Красного Знамени;
- Герой Социалистического Труда — указом Президиума Верховного Совета СССР от 23 июля 1948 года;
- Орден Ленина (1948).
- Медаль «За доблестный труд в Великой Отечественной войне 1941—1945 гг.»;